# Luigi Fedeli
Luigi Fedeli (Asti, 6 settembre 1892 – Ravenna, 13 dicembre 1927) è stato un compositore italiano, fratello maggiore del Generale Pilota Stefanio Fedeli.

## Biografia
Primogenito di Angelo Napoleone e Amalia Bigliami, nacque ad Asti da una famiglia di antica tradizione monzese. Cresciuto insieme ai fratelli fra Treviso e Cesena, si stabilì a Ravenna nel 1912.
Si diplomò in pianoforte e composizione presso il Liceo Musicale "Rossini" di Pesaro. Nel 1915, allo scoppio della Grande Guerra, fu chiamato alle armi nel 77º Reggimento Fanteria della Brigata Toscana sul fronte del Carso. Rimasto intossicato dai gas asfiassianti, si ammalò cronicamente.
Rientrato presso la famiglia fu costretto dai dolori patiti a subire lunghi mesi di isolamento presso sanatori di montagna. In questo periodo, vincolato alla precaria situazione fisica, compose una vastissima gamma di musiche e sonate per pianoforte, violoncello e violino. Secondo la critica del giornalista Claudio Santini " [...]  il giovane compositore ravennate riversava [nelle sue musiche] tutto ciò che gli premeva nel cuore. La triste sorte che lo volle conteso dalla Morte lo invita a cercare un mezzo d'espressione tutto suo, quasi una eredità da lasciare al mondo perché il suo ricordo superi le troppo anguste barriere della sua vita  [...] .
Innamorato del paesaggio ravennate, il Maestro Fedeli subì il fascino della pineta dedicando a questo ambiente alcuni titoli della sua opera.
Si spense, celibe e senza eredi, a Ravenna il 13 dicembre 1927.
Con determinazione ministeriale del 1º dicembre 1928 gli fu concessa post-mortem la Croce al Merito di Guerra per la partecipazione al primo conflitto mondiale.
In sua memoria gli fu dedicata una sala presso il Liceo Musicale di Pesaro e Ravenna gli riservò grande attenzione. Le sue musiche vennero eseguite da importanti professori d'orcherstra suoi contemporanei come Benedetto Mazzacurati e Amilcare Zanella.
Sul libretto del concerto commemorativo tenutosi a Ravenna il 23 aprile 1928 fu scritto: Ingegno limpido e geniale, chiese all'arte il sorriso della vita, confidando alle melodie che spontanee gli fiorivano dal cuore, il segreto dell'anima innamorata d'ogni bellezza. Lo rapì crudele la morte nel pieno fervore dell'opera Sua troncando sul nascere i sogni e le speranze che per breve ora ne illuminarono la semplice vita.
Per circa un trentennio l'opera di Luigi Fedeli andò dimenticata per poi essere riproposta, grazie al lavoro di conservazione e valorizzazione operato dal fratello Cav. Giovanni Fedeli, a Ravenna attraverso un concerto promosso dagli Amici della Musica di Ravenna.

## Composizioni (parziale)

### Musica da camera
- "Preludio" per violoncello e pianoforte.
- "Tramonto" per voce e pianoforte.
- "Dieci liriche" per voce e pianoforte.
- "Una mamma" per voce e pianoforte.
- "Tre impressioni" per due pianoforti.
- "Serenella" per voce e pianoforte con versi composti da Giovanna Bruna Baldacci.
- "Suite" per violino e pianoforte.
- "Sonata" per pianoforte.
- "Preghiera" per violoncello e organo.
- "Pineta: notte e risveglio" per pianoforte.

### Opera
- "Le nozze dei gigli".
- "L'isola dei sogni" (incompiuta).

### Orchestra
- "Meriggio in pineta".
- "Risveglio di pineta".